# Tajči
Tatjana Matejaš Cameron, poznata kao Tajči (Zagreb, 1. srpnja 1970.) hrvatska je pjevačica i jedna od većih pop zvijezda ranih 1990-ih godina.

## Karijera
Tajči je postala zvijezda pobjedom na Jugoviziji u Zadru s pjesmom »Hajde da ludujemo« nakon čega je predstavljala tadašnju Jugoslaviju na Pjesmi Eurovizije u Zagrebu 1990. godine kada je osvojila 7. mjesto. Projekt »Tajči« nastao je u radionici Zrinka Tutića i ubrzo je izazvao pravu euforiju kod publike svih uzrasta. Prvi nastup imala je na Zagrebfestu 1987. gdje osvaja 3. mjesto i nagradu za najboljeg debitanta s pjesmom "Noć od kristala". U trenutku najveće slave i popularnosti, Tajči je ostavila sve i sreću potražila u Americi.

## Odlazak u Ameriku
Tajči je napustila Hrvatsku 1992. godine i otišla u SAD gdje je nastavila s glazbenim i scenskim usavršavanjem, pojavljujući se povremeno u mjuziklima i na televiziji u Los Angelesu. Svog supruga, producenta Matthewa Camerona za kojeg se udala 2000. upoznala je preko sestara karmelićanki kojima je bila glazbena urednica i pjevala na misama. Danas se bavi pjevanjem duhovne glazbe i nastupa u katoličkim crkvama. Sa suprugom i tri sina (najstariji Dante, pa Evan te najmlađi Blaise) živi u Cincinnatiju, (Ohio).

## Veliki povratak
2011. godine Tajči se vratila u rodnu Hrvatsku, te najavila veliki povratnički koncert Ludujemo s dušom. Glazbena produkcija s kojom Tajči dolazi u Hrvatsku košta najmanje milijun dolara jer je riječ o vrhunskoj ekipi. U taj projekt uključena je produkcijska kuća Intero Productions iz Nashvilla, Bryan Lenox, glazbeni producent koji je osvojio i jedan Grammy, Andie Bernard, njena publicistkinja, Maja Brlečić, menadžerica za komunikacije, koju smatra članom obitelji, te desetak američkih glazbenika s kojima je vježbala u Nashvilleu.

## Privatni život
Udala se 1999. godine za Matthewa Shanea Camerona, koji je preminuo u studenome 2017.

## Diskografija
Tajči je snimila četiri studijska albuma (Hajde da ludujemo, Hajde da ludujemo Let's go crazy, Let's go crazy, Bube u glavi), a neki od suradnika koji se ističu na albumima su npr. Alka Vuica (tekst pjesama Hajde da ludujemo, Moj mali je opasan i dr.), Zrinko Tutić, Miroslav Rus, Boris Novković te brojni drugi. Album "Hajde da ludujemo" prodan je u 300 000 primjeraka, a "Bube u glavi" su ponovile uspjeh prijašnjeg albuma. Kazeta "All American" nije postala popularna i na njoj se ne nalazi ni jedan hit. S njom se Tajči oprostila od svoje karijere.

### Singlovi
- "Let's go crazy" (1990.)
- "Hajde da ludujemo" (1990.)
- "Kraj je, baby" (1990.)
- "Dvije zvjezdice" (1990.)
- "Kad se mrzi i voli" (1990.)
- "Bube u glavi" (1991.)
- "Via Dolorosa" (2004.)
- "God bless America" (2010.)
- "Dell'Aurora tu sorgi piu bella" (2010.)
- "Dvije zvjezdice" (2011.)
- "Suza za zagorske brege" (2007.)
- "Mojoj majci" (2007.)
- "Lay your Hands" (2012.)
- "Črlena hiža" (2012.)
- "Till we meet again" (2012.)

### Studijski albumi
- Hajde da ludujemo (1990.)
- Hajde da ludujemo / Let's go crazy (1990.)
- Bube u glavi (1991.)
- All American (1991.)
- Need a break (2008.)
- The love collection (2011.)
- Let them fly (2007.)
- Alleluia (2008.)
- The very thought of you (2010.)
- God bless America (2010.)
- A chance to Dream (2006.)
- How i love the Christmas Season (2008.)
- Dell' Aurora tu sorgi piu Pella (2010.)
- Merry Christmas (2011.)
- Črlena hiža (2012.)

### Kompilacije
- The Best Of (1992.)
- Zlatna Kolekcija (2004.)
- The love collection (2011.)
- The best of collection (2015.)

## Vanjske poveznice
- Tatjana Matejaš Tajči  Arhivirana inačica izvorne stranice od 28. siječnja 2021. (Wayback Machine) (engl.)
- Tajčina diskografija
- "Tajči: Nisam požalila prekid karijere"
- nov@ tv: Ekskluzivni intervju s Tajči  Arhivirana inačica izvorne stranice od 1. srpnja 2007. (Wayback Machine)
- Tajči Early videos
- Povratnički koncert legendarne Tajči[neaktivna poveznica]
- Tajčijini albumi na Discogs.com